# Fenerköy, Çarşıbaşı
Fenerköy là một xã thuộc huyện Çarşıbaşı, tỉnh Trabzon, Thổ Nhĩ Kỳ. Dân số thời điểm năm 2011 là 1.019 người.